# Muara Dilam
Muara Dilam is een bestuurslaag in het regentschap Rokan Hulu van de provincie Riau, Indonesië. Muara Dilam telt 3981 inwoners (volkstelling 2010).